# Rufus McIntire
Rufus McIntire (* 19. Dezember 1784 in York, York County, Massachusetts; † 28. April 1866 in Parsonsfield, Maine) war ein US-amerikanischer Politiker. Zwischen 1827 und 1835 vertrat er den Bundesstaat Maine im US-Repräsentantenhaus.

## Werdegang
Rufus McIntire besuchte die öffentlichen Schulen seiner Heimat, die damals noch zu Massachusetts gehörte, und danach bis 1809 das Dartmouth College in Hanover (New Hampshire). Nach einem anschließenden Jurastudium und seiner im Jahr 1812 erfolgten Zulassung als Rechtsanwalt begann er in Parsonsfield in seinem neuen Beruf zu praktizieren. Während des Britisch-Amerikanischen Krieges von 1812 war McIntire Hauptmann einer Artilleriekompanie der US-Armee.
Nach der Gründung von Maine als Folge des Missouri-Kompromisses wurde Rufus McIntire im Jahr 1820 in das Repräsentantenhaus des neuen Staates gewählt. Er wurde Mitglied einer Kommission zur Festlegung der Nord- und Nordostgrenze von Maine. In den 1820er Jahren schloss sich McIntire der Bewegung um den späteren Präsidenten Andrew Jackson an, aus der dann 1828 die Demokratische Partei entstand, deren Mitglied er wurde.
Nach dem Tod des Kongressabgeordneten William Burleigh im Jahr 1827 wurde McIntire im ersten Wahlbezirk von Maine in das US-Repräsentantenhaus in Washington, D.C. gewählt. Dort trat er am 10. September 1827 sein neues Mandat an. Nachdem er bei den folgenden drei regulären Kongresswahlen jeweils bestätigt wurde, konnte er bis zum 3. März 1835 im Kongress verbleiben. Diese Zeit war von den Diskussionen um die Politik des seit 1829 amtierenden Präsidenten Jackson überschattet. Dabei ging es um den Streit um ein Zollgesetz mit dem Staat South Carolina, der zur Nullifikationskrise führte, den Indian Removal Act, den der Präsident gegen den Willen des Obersten Gerichts durchsetzte, und um die Bankenpolitik von Jackson.
1837 kandidierte McIntire erfolglos für das Amt des Gouverneurs von Maine. In den Jahren 1839 und 1840 war er bei der Landverwaltungsbehörde in Maine angestellt. Im Jahr 1845 wurde er von Präsident James K. Polk zum US Marshal für Maine ernannt. Zwischen 1853 und 1857 leitete McIntire die Zollverwaltung im Hafen von Portland. Danach zog er sich in den Ruhestand zurück. Rufus McIntire war zweimal verheiratet und hatte insgesamt zehn Kinder. Er starb im Jahr 1866 in Parsonsfield.